# Klášter Fontcaude
Klášter Fontcaude je premonstrátský klášter založený v roce 1154 nedaleko Cazedarnes na jihu Francie v departementu Hérault.